# Andrés Hibernón
Andrés Hibernón (Múrcia, 1534 - Gandia, 18 d'abril de 1602) fou un frare franciscà alcantarí. És venerat com a beat per l'Església catòlica.

## Hagiografia
Andrés Hibernón Real va néixer a Múrcia a casa d'un oncle, però va passar la seva infantesa a Alcantarilla, a la casa dels seus pares Ginés Hibernón i María Real. La família tenia terres i Andrés els ajudava en les tasques agrícoles. Passats uns anys de sequera, als catorze anys va haver de marxar a treballar amb un oncle a València, on va pasturar ramats i altres tasques similars.
Als vint anys va tornar al poble amb vuitanta ducats d'argent, però va ésser atracat per uns bandolers que li van robar tot. Va anar llavors a Granada, on treballà per al regidor de Cartagena, i als vint-i-dos anys ingressà al convent dels franciscans conventuals d'Albacete.
Va fer la professió un any després i va destacar per la seva humilitat i esperit de sacrifici. Als 29 anys demana d'anar al convent de franciscans descalços reformats per Pere d'Alcántara, on la disciplina era més rigorosa. Va marxar així al convent de Sant Josep d'Elx, on va conèixer Pasqual Bailón, de qui va fer-se amic.
Va passar per diferents llocs de la costa de llevant fins a instal·lar-se al convent de Sant Roc de Gandia. Hi va ésser cuiner, porter i almoiner, a més de fer tota mena de treballs manuals, destacant per la seva senzillesa, humilitat i el gran nombre de conversions que va aconseguir entre els moriscos. També se'n parlava de fets prodigiosos com guaricions, bilocació, profecies i altres miracles.
Morí al convent el 18 d'abril de 1602, data que havia predit quatre anys abans. El seu funeral va atraure gran quantitat de gent, que ja el considerava com un sant.

## Veneració
El seu cos incorrupte va estar a l'església del convent de Gandia fins al 1936, quan va ésser destruït. Les poques restes que se'n recuperaren van dipositar-se a Alcantarilla i la Catedral de Múrcia.
La seva beatificació es va proposar el 1624, però no va tenir lloc fins al 22 de maig de 1791. El 1950 fou nomenat patró d'Alcantarilla.